# Mazowiecki Park Krajobrazowy

Bagno Całowanie

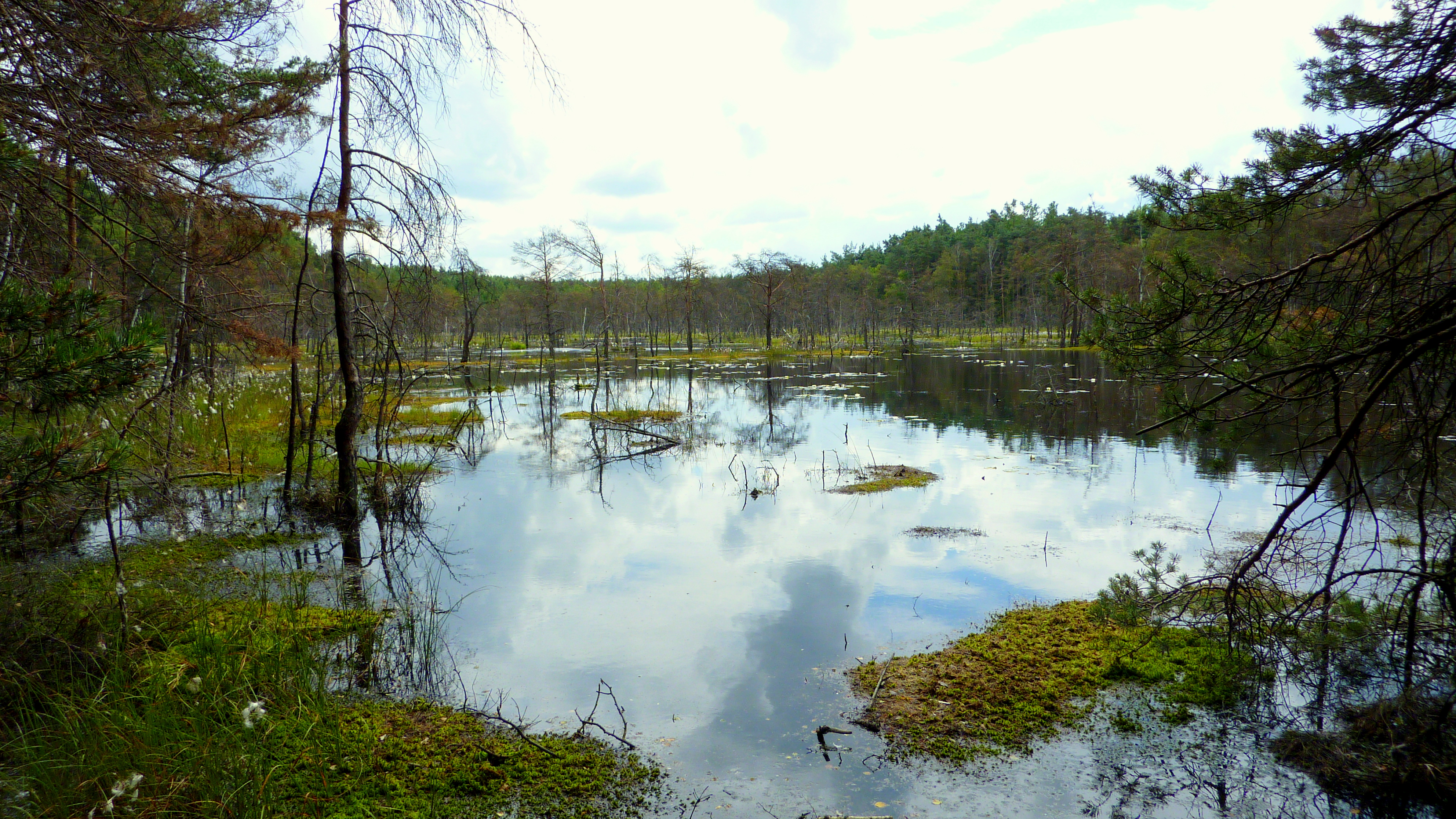
Rezerwat przyrody Bagno Bocianowskie

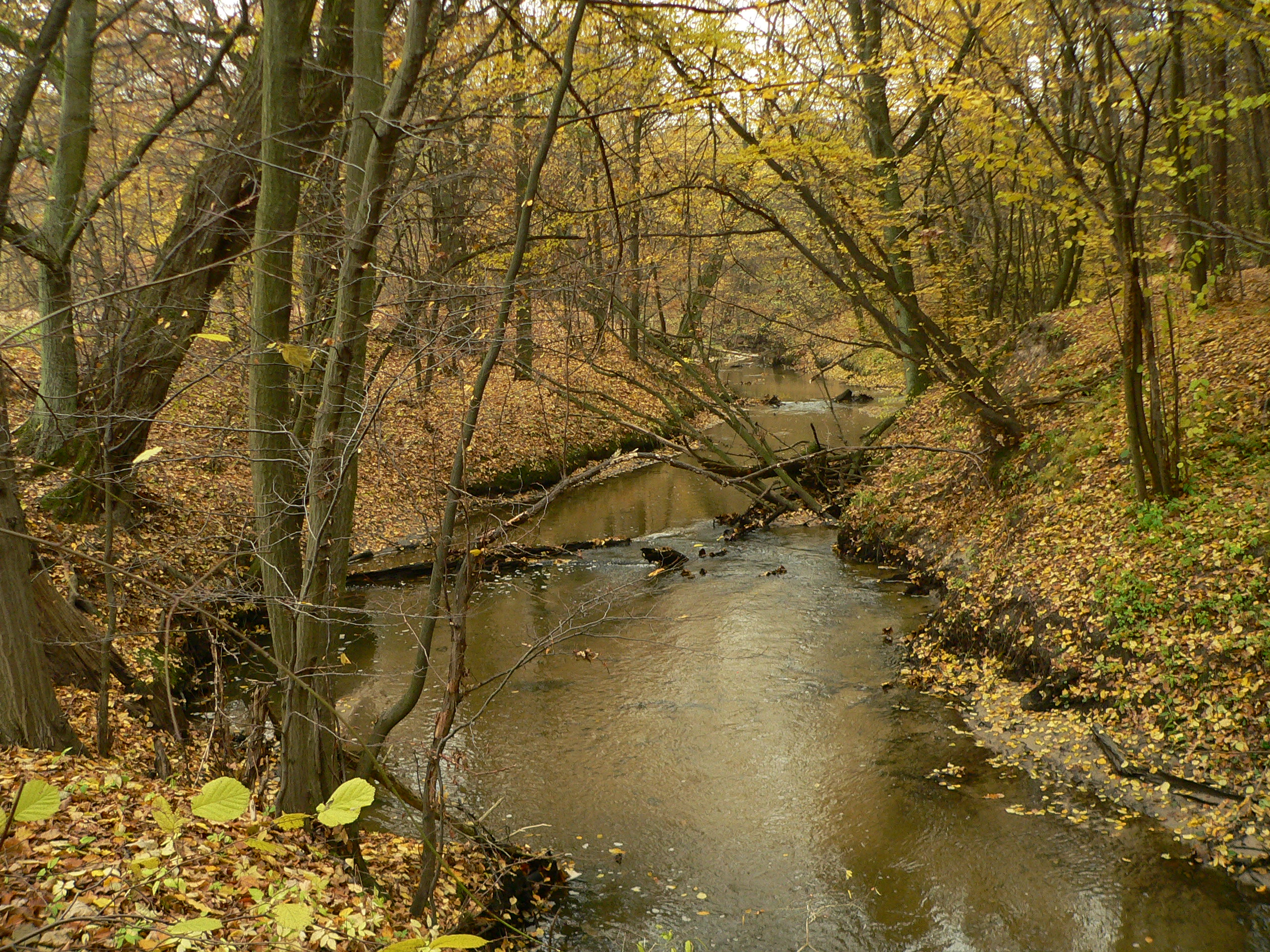
Rzeka Mienia w pobliżu Wiązowny

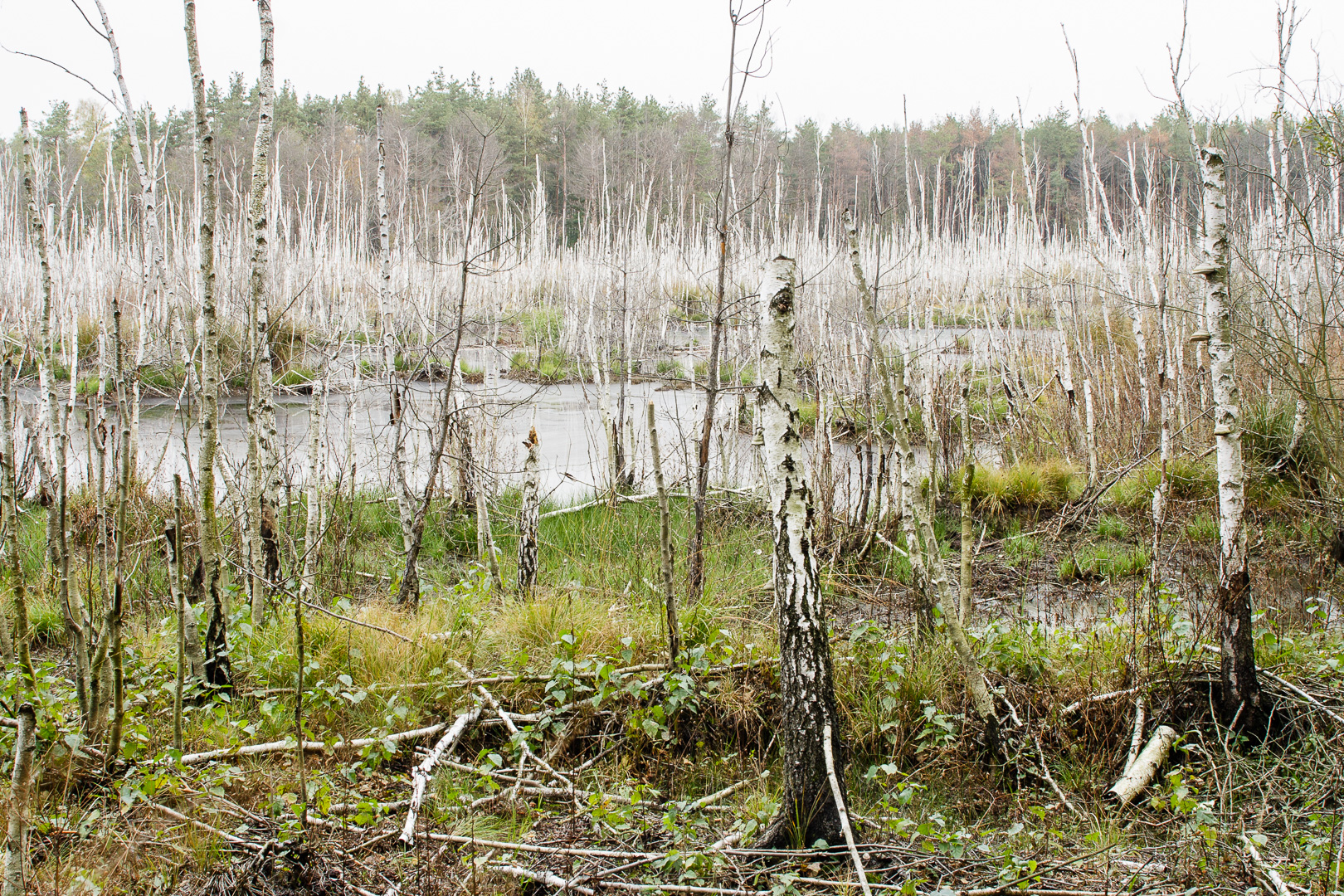
Torfowisko „Biały Ług”

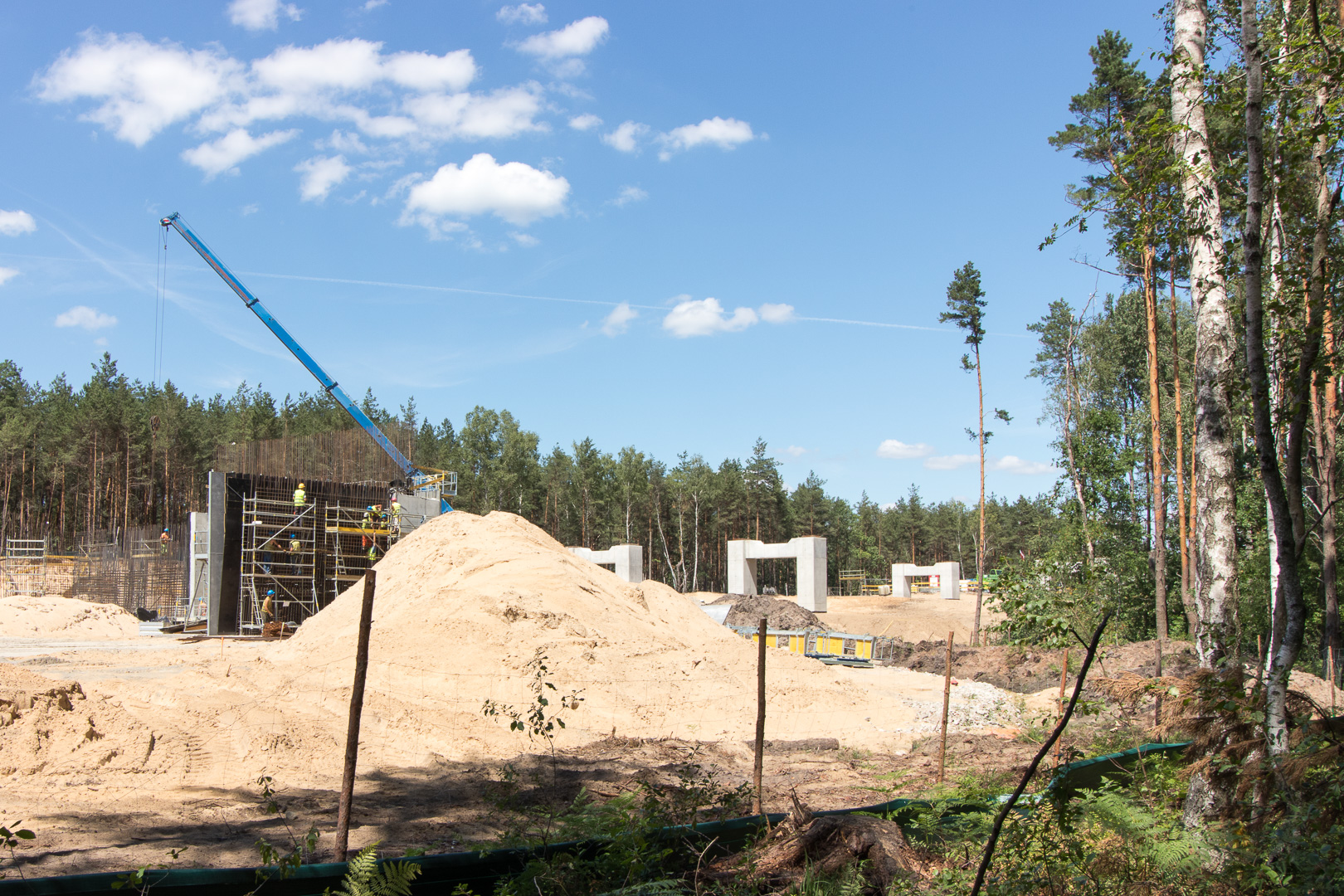
Budowa estakady Południowej Obwodnicy Warszawy (POW) około 100 metrów od jeziora Torfy (lipiec 2018 r.)

Mazowiecki Park Krajobrazowy im. Czesława Łaszka – utworzony w latach 1986–1988, obejmuje południowo-wschodnią część Warszawy (Wawer, Wesoła), Józefów, Otwock, Karczew oraz gminy: Wiązowna, Celestynów, Osieck, Sobienie-Jeziory, Kołbiel. Powierzchnia parku wynosi 15 710 hektarów, dodatkowo w strefie ochronnej parku (otulinie) znalazł się obszar 7992 ha.
Wspólnie z Kampinoskim Parkiem Narodowym i Chojnowskim Parkiem Krajobrazowym tworzy system Zielonego Pierścienia Warszawy.

## Historia
Park został zaprojektowany na pograniczu ówczesnych województw siedleckiego i stołecznego warszawskiego. Autorem projektu parku był mgr inż. arch. Bolesław Król. Podbudowę naukową stanowił szereg prac magisterskich wykonanych w Instytucie Ochrony Środowiska warszawskiej Szkoły Głównej Gospodarstwa Wiejskiego pod kierunkiem prof. Henryka Zimnego i doc. Janusza Janeckiego.
W czerwcu 1986 r. ówczesna Wojewódzka Rada Narodowa w Siedlcach uchwaliła powołanie części parku (ok. 25% powierzchni) na swoich terenach. Park stał się faktem z chwilą ogłoszenia uchwały Rady Narodowej miasta stołecznego Warszawy o jego powołaniu na terenach stołecznych (Dziennik Urzędowy Woj. Stoł. Warszawskiego nr 9 z dn. 9 maja 1988 r.). Park powołano na powierzchni 14 370 ha (wraz ze strefą ochronną 22 193 ha).
W 2001 roku park otrzymał imię Czesława Łaszka, wieloletniego wojewódzkiego konserwatora przyrody, od lat związanego z Parkiem.
W dniu 16 kwietnia 2004 wojewoda mazowiecki ustanowił dla parku dwudziestoletni plan ochrony.

## Położenie geograficzne
Park obejmuje swoim zasięgiem lesiste pasmo ciągnące się równolegle do doliny Wisły, położone częściowo w Kotlinie Warszawskiej i częściowo na Wysoczyźnie Siedleckiej. Pasmo to jest pozostałością po znajdującej się tu jeszcze w XVIII wieku Puszczy Osieckiej. W granicach parku znajduje się fragment rzeki Świder i rzeki Mienia. Park składa się z dwóch osobnych płatów.

## Zbiorowiska roślinne
Ponad 70% powierzchni parku zajmują lasy, przede wszystkim lasy iglaste z niemal wszystkimi typami borów. Dominującym zespołem leśnym jest bór świeży, często występuje tu też bór wilgotny, porastający obniżenia między wydmami.
Na terenie parku zachowały się również torfowiska wszystkich typów, m.in. rozległe „Bagno Całowanie” oraz inne zespoły charakterystyczne dla obszarów podmokłych, takie jak olsy czy łęgi.

## Flora
Wśród drzew dominującym gatunkiem jest sosna zwyczajna. Na terenach bagiennych występuje w postaci karłowatej. Wśród drzew liściastych częste są: brzoza, olsza i dąb. Reliktem jest rosnąca na Bagnie Całowanie brzoza niska.
Na terenie Parku stwierdzono występowanie ok. 1000 gatunków roślin naczyniowych, z czego 60 gatunków jest chronionych bądź rzadkich, takich jak rosiczka okrągłolistna, pośrednia i długolistna, bagno zwyczajne, modrzewnica, mącznica lekarska, bobrek trójlistkowy, sasanka łąkowa, dzwonek boloński, goździk pyszny i goździk piaskowy, salwinia pływająca, kosaciec syberyjski, czosnek kątowaty i lilia złotogłów. W runie olsów można spotkać kaczyńca błotnego i psiankę słodkogórz. W sporadycznie występujących lasach grądowych runo tworzą: zawilec gajowy, pszeniec, miodunka wąskolistna, rutewka orlikolistna, miodownik melisowaty, perłówka zwisła, turówka wonna i turówka leśna oraz podkolan biały. Występuje tu także niewielki krzew wawrzynek wilczełyko.
Na łąkach spotkać można charakterystyczne dla tego obszaru zioła: krwawnicę, babkę lancetowatą, firletkę poszarpaną, rdest wężownik, rzeżuchę łąkową, gnidosza królewskiego oraz bardzo rzadkie storczykowate.

## Fauna
Wśród ok. 260 gatunków kręgowców wyróżniono 50 gatunków ssaków, 170 gatunków ptaków, w tym 140 gatunków obserwowanych w sezonie lęgowym, 5 gatunków gadów, 10 gatunków płazów i ponad 20 gatunków ryb.

### Ssaki
Największym ssakiem występującym na terenie parku jest łoś, którego liczebność stale wzrasta. Sporadycznie pojawiają się osobniki jelenia. Ponadto można spotkać również dzika, sarnę, borsuka, lisa, jenota, łasicę, kunę, bobry i wydrę. Najliczniejsze są ssaki z rzędu gryzoni, jak nornik zwyczajny, północny, darniówka, nornica ruda i myszowate  oraz rzadka orzesznica leszczynowa. Rząd owadożernych jest reprezentowany przez jeża wschodniego, ryjówkę aksamitną i malutką, rzęsorka rzeczka oraz kreta. Lokalnie liczne są nietoperze, w tym szczególnie chronione jak mopek, nocek duży i borowiaczek (wykryty niedawno na terenie Lasu Wawerskiego - dane ze strony Parku). Program czynnej ochrony nietoperzy w MPK jest prowadzony od ponad 20 lat. 

### Ptaki
Na terenie parku żyje wiele gatunków ptaków, wśród których są gatunki zagrożone wyginięciem w skali światowej. Do najbardziej zagrożonych gatunków należą: derkacz, kania ruda, bielik, orlik krzykliwy, nur czarnoszyi, siewka złota, brodziec leśny, błotniak zbożowy, błotniak łąkowy, kropiatka i kulik wielki. W 2000 roku podjęto próbę reintrodukcji sokoła wędrownego.

### Gady
Jeszcze w latach 80. na terenie parku występował żółw błotny, obecnie trwają prace nad jego reintrodukcją. Dość częste są inne gatunki gadów, takie jak jaszczurka zwinka, jaszczurka żyworodna, padalec, zaskroniec i żmija zygzakowata.

### Płazy
W parku tę gromadę reprezentują przede wszystkim żaby i ropuchy, huczek ziemny, kumak nizinny, a także traszka zwyczajna i traszka grzebieniasta.

### Inne kręgowce
Na uwagę zasługują występujące w Świdrze dwa gatunki minoga: strumieniowy i rzeczny.

## Rezerwaty
Na terenie Parku utworzono rezerwaty przyrody:
- Rezerwat im. Króla Jana Sobieskiego – rezerwat leśny, leży w warszawskiej dzielnicy Wawer
- Świder (fragment) – rezerwat krajobrazowy, leży na obszarach gmin Otwock, Wiązowna i Kołbiel
- Mszar Pogorzelski – rezerwat torfowiskowy, leży w mieście Otwock
- Na Torfach im. Janusza Kozłowskiego – rezerwat faunistyczny, leży w gminie Karczew
- Celestynowski Grąd – rezerwat leśny, leży w gminie Celestynów
- Bocianowskie Bagno – rezerwat leśno-torfowiskowy, leży w gminie Celestynów
- Żurawinowe Bagno – rezerwat torfowiskowy, leży w gminie Celestynów
- Czarci Dół – rezerwat torfowiskowy, leży w gminie Celestynów
- Szerokie Bagno – rezerwat torfowiskowy, leży w gminie Osieck

## Pomniki przyrody
Na terenie Parku ustanowiono 60 pomników przyrody, z czego większość stanowią pojedyncze drzewa lub grupy drzew: dęby szypułkowe, sosny, klony, lipy. Największym i najstarszym pomnikiem jest lipa drobnolistna o obwodzie 6,8 m, rosnąca nad strugą Majdan w gminie Celestynów. Na uwagę zasługuje też 300 m zabytkowa aleja w miejscowości Zamajdan-Olszyny.